# Аракіль
Аракіль (баск. Arakil (офіційна назва), ісп. Araquil) — муніципалітет в Іспанії, у складі автономної спільноти Наварра. Населення — 952 особи (2009).
Муніципалітет розташований на відстані близько 320 км на північний схід від Мадрида, 20 км на північний захід від Памплони.
На території муніципалітету розташовані такі населені пункти: (дані про населення за 2009 рік)
- Айскорбе: 18 осіб
- Екай: 41 особа
- Ечаррен: 154 особи
- Ечеберрі: 56 осіб
- Егіаррета: 60 осіб
- Ерроц: 71 особа
- Ісурдіага: 187 осіб
- Мургіндуета: 5 осіб
- Іцасперрі: 0 осіб
- Сатрустегі: 44 особи
- Урріцола: 21 особа
- Іріберрі/Вільянуева: 127 осіб
- Іабар: 120 осіб
- Суацу: 48 осіб

## Демографія
Динаміка населення (INE ):

## Галерея зображень

Розташування муніципалітету